# FAM212B
FAM212B (англ. Family with sequence similarity 212 member B) – білок, який кодується однойменним геном, розташованим у людей на 1-й хромосомі. Довжина поліпептидного ланцюга білка становить 297 амінокислот, а молекулярна маса — 32 759.
| 10         |  | 20         |  | 30         |  | 40         |  | 50         |
| ---------- |  | ---------- |  | ---------- |  | ---------- |  | ---------- |
| MTMESREMDC |  | YLRRLKQELM |  | SMKEVGDGLQ |  | DQMNCMMGAL |  | QELKLLQVQT |
| ALEQLEISGG |  | GPVPGSPEGP |  | RTQCEHPCWE |  | GGRGPARPTV |  | CSPSSQPSLG |
| SSTKFPSHRS |  | VCGRDLAPLP |  | RTQPHQSCAQ |  | QGPERVEPDD |  | WTSTLMSRGR |
| NRQPLVLGDN |  | VFADLVGNWL |  | DLPELEKGGE |  | KGETGGAREP |  | KGEKGQPQEL |
| GRRFALTANI |  | FKKFLRSVRP |  | DRDRLLKEKP |  | GWVTPMVPES |  | RTGRSQKVKK |
| RSLSKGSGHF |  | PFPGTGEHRR |  | GENPPTSCPK |  | ALEHSPSGFD |  | INTAVWV    |

A: Аланін

C: Цистеїн

D: Аспарагінова кислота

E: Глутамінова кислота

F: Фенілаланін

G: Гліцин

H: Гістидин

I: Ізолейцин

K: Лізин

L: Лейцин

M: Метіонін

N: Аспарагін

P: Пролін

Q: Глутамін

R: Аргінін

S: Серин

T: Треонін

V: Валін

W: Триптофан

Локалізований у ядрі.